# لیانگ تینگ

استاد بزرگ لیونگ تینگ

لیونگ تینگ (انگلیسی: Leung Ting؛ چینی: 梁挺؛ زاده ۲۸ فوریهٔ ۱۹۴۷ میلادی) یک رزمی‌کار، پدیدآور، طراح صحنه‌های رزمی، فیلم‌نامه‌نویس، کارگردان فیلم، هنرپیشه سابق و بنیان‌گذار سازمان بین‌المللی وینگ‌تسون (انگلیسی: International WingTsun Association) اهل هنگ کنگ است.
لیونگ تینگ نوع نگارش «سازمان بین‌المللی وینگ‌تسون» را برای متمایزسازی نوع آموزش‌هایش از دیگر مدارس وینگ‌چون انتخاب کرده‌است.
از نظر وی تا مدت‌ها هنرهای رزمی به عنوان یک فعالیت سه نفره به‌شمار می‌آمد. (شخص، استادش و شاگردش) که البته منجر به دیدگاه‌های منفی نسبت به هنرهای رزمی شده بود. به منظور پاک کردن این نگاه منفی از اذهان عموم، لیونگ تینگ تمام زندگی‌اش را وقف آموزش و توسعه وینگ‌چون کرد. او اولین فردی است که موفق به معرفی هنرهای رزمی به مجامع آکادمیک (دانشگاهی) شد. او یکی از شاگردان ایپ من بود و هم‌اکنون در هنگ کنگ به آموزش می‌پردازد.